# Lesja Vasylenko
Lesja Volodymyrivna Vasylenko (in ucraino Леся Володимирівна Василенко?; Kiev, 31 marzo 1987) è un avvocato e politica ucraina, deputata del 9° Verchovna Rada ucraino dal 2019. Vasylenko è membro della delegazione permanente ucraina nell'Assemblea parlamentare del Consiglio di Europa  e presidente dell'Ufficio delle donne parlamentari dell'Unione interparlamentare. Ha fondato Legal Hundred (in ucraino Юридична Сотня?), una organizzazione non governativa per i diritti umani che provvede all'assistenza dei militari e veterani.

## Biografia
Vasylenko è nata a Kiev da Volodymyr Vasylenko, un attivista per i diritti umani. Ha completato un master in diritto internazionale presso l'Institute of International Relations dell'Università Nazionale Taras Shevchenko di Kiev e un LL.M. all'University College di Londra.

## Carriera
Vasylenko ha lavorato come avvocato aziendale. All'inizio della rivoluzione Euromaidan nel 2013, ha protestato frequentemente al Maidan Nezaležnosti. Dopo aver visitato un ospedale durante la guerra nel Donbass nel giugno 2014, Vasylenko ha appreso che i soldati feriti non erano a conoscenza dei loro diritti. Molti dei soldati con cui ha parlato hanno lottato per pagare le cure mediche. Nel gennaio 2015 ha fondato Legal Hundred, un'organizzazione non governativa per i diritti umani che fornisce assistenza a militari e veterani. Nel 2016, Vasylenko è stata nominata dal Kyiv Post come uno dei primi 30 giovani leader under 30.

### Eletta deputata
Nel giugno 2019 è stato annunciato che Vasylenko e Oleksandra Ustinova si sarebbero unite al partito Holos. Nelle elezioni parlamentari ucraine del 2019, Vasylenko è stato eletta deputata popolare dell'Ucraina della 9ª Verchovna Rada ucraina.  È membro del Comitato Verchovna Rada per la politica ambientale e la gestione della natura ed è copresidente del gruppo per le relazioni interparlamentari nel Regno Unito. Il 12 dicembre 2019, Vasylenko si è unito a Humane country, un'associazione inter-fazione per promuovere i valori umani e prevenire la crudeltà verso gli animali.
Durante l'invasione russa dell'Ucraina nel 2022, Vasylenko si è armata di diverse pistole per proteggere la sua famiglia.  Ha detto il 26 febbraio 2022 che l'esercito russo stava prendendo di mira i civili ucraini per far arrendere il paese. Il 1º marzo Vasylenko ha allontanato i suoi tre figli dalla sua casa a Kiev. Il 4 marzo, ha detto che l'invasione era l'inizio della terza guerra mondiale.